# Kommunismens svarta bok
Kommunismens svarta bok (fr. Le Livre noir du communisme: Crimes, terreur, répression) är en fransk bok publicerad 1997 som skrevs av  Stéphane Courtois, Nicolas Werth, Karel Bartošek, Jean-Louis Panne, Jean-Louis Margolin samt Andrzej Paczkowski. Förordet till den svenska upplagan som utkom i maj 1999 skrevs dock av Arne Ruth. Bokens syfte var att lista de brott såsom mord, tortyr och etnisk rensning vilka begåtts av kommunistiska regimer.

## Innehåll
I och med att de sovjetiska och östeuropeiska arkiven blivit mer öppna för forskning, har bokens bild av förtrycket snarare förstärkts i nyare forskningsrapporter.
Senare författare har istället hävdat att de verkliga siffrorna är högre. Jung Chang, författare till Mao: den sanna historien, påstår att "Mao [...] var ansvarig för att mer än 70 miljoner människor dödades i fredstid", enbart i Kina, "mer än någon annan 1900-talsledare".
Courtois fick de siffror han uppgivit genom att addera antalet offer från ett stort antal länder; 20 miljoner i Sovjetunionen, 65 miljoner i Folkrepubliken Kina, 2 miljoner i Nordkorea, 2 miljoner i Kambodja, 1 miljon i Vietnam, 1 miljon i de östeuropeiska kommuniststaterna, 150 000 i Latinamerika, 1,7 miljoner i Afrika, 1,5 miljoner i Afghanistan samt tiotusentals döda i länder där kommunisterna inte kom till makten.
De exempel från boken som kan anses nämnvärda är de tiotusentals fångar, de fem miljoner som dog av svält 1922, de fem miljoner som dog vid deportationen av Don-kosackerna till Sibirien, de över 700 000 människor som mördades under 1930-talets utrensningar, de två miljoner bönder, kulaker, som deporterades 1930-1932, de sex miljoner som dog under svälten i Ukrainska SSR 1932-1933, deporteringarna av polacker, ukrainare, balter, moldavier, volgatyskar, krimtatarer, deporteringen och mördandet av delar av befolkningen i Kambodja samt Kinas förföljelse av befolkningen i Tibet.

## Kontroverser
När boken publicerades på svenska blev det en debatt i den svenska pressen huruvida det verkligen var möjligt att likställa kommunism och nazism.
Courtois introduktion och slutsatser blev kontroversiell av flera anledningar, men inte minst på grund av Courtois påstående om att terror var en ofrånkomlig del av kommunismen och att kommunism för eller senare alltid urartar i massterror. Två av författarna, Nicolas Werth och Jean-Louis Margolin, tog även avstånd från Courtois uppskattning av antalet offer. De menade att Courtois beräkning var överdriven och att man med strängare vetenskapliga krav endast kunde komma upp i mellan 63 miljoner och 93 miljoner döda. Även Arne Ruth skriver i det svenska förordet att Josef Stalin inte drev det systematiska mördandet lika långt som Adolf Hitler och att det inte fanns några renodlade förintelseläger som Treblinka och Sobibór i Sovjetunionen.

## Kritik
Som ett gensvar mot boken publicerades 1998 boken Kapitalismens svarta bok.